# Steven Lenhart
Steven Lenhart (n. Jacksonville, Florida, EUA, el 28 de agosto de 1986) es un futbolista estadounidense. Juega de delantero y su equipo actual es el San Jose Earthquakes de la Major League Soccer.

## Trayectoria

### Inicios
Lenhart creció en Yorba Linda, California y estudió en la Escuela Secundaria Point Loma Nazarene por un año antes de transferirse a Azusa Pacific University. Allí anotó 38 goles y consiguió 12 asistencias en 61 partidos, y fue nombrado NAIA All-American en 2007. También fue incluido en el equipo del torneo en 2006 y 2007, y fue reconocido como el mejor jugador ofensivo del torneo en 2006 y 2007 y como el MVP del 2007, ayudando a Azusa Pacific a ganar el título nacional de la NAIA en 2007. En sus años universitarios, Lenhart también jugó para los Southern California Seahorses de la USL Premier Development League.

### Profesional
Lenhart fue seleccionado por el Columbus Crew en el puesto 48 de la general en el SuperDraft de la MLS de 2008. Hizo su debut profesional el 31 de mayo de 2008 ingresando como suplente en el segundo tiempo de un partido frente a Chivas USA, y anotó su primer gol en la liga el 21 de junio de ese mismo año frente al Los Angeles Galaxy. Terminó consiguiendo el título de la liga en la temporada 2008. El entrenador Sigi Schmid hizo ingresar al joven Lenhart en los últimos cinco minutos del partido de la Copa MLS ese año.
Lenhart haanotado goles en torneos internacionales, consiguiendo tres goles en la Concacaf Liga Campeones 2009-10. Anotó su primer gol en el minuto 58 en a victoria 2-0 en contra de los Puerto Rico Islanders, y obteniendo los otros goles en los minutos 65 y 83 en el empate 2-2 frente al Toluca.
Lenhart anotó su primer gol en la Concacaf Liga Campeones 2010-11 en el minuto 79 en la victoria 3-0 sobre Joe Public F.C..
También anotó dos goles en la Lamar Hunt U.S. Open Cup de 2010, su primero llegando en el minuto 94 frente a los Rochester Rhinos, quienes habían eliminado al Columbus Crew del torneo el año anterior, ayudando así a su equipo a asegurar la victoria 2-1.
El 13 de enero de 2011, Lenhart fue transferido al San Jose Earthquakes junto a una suma no especificada a cambio de la selección #15 en el SuperDraft de la MLS de 2011 Renovó su contrato con los Quakes el 30 de noviembre de ese año.

## Clubes
| Club                 | País           | Año        |
| -------------------- | -------------- | ---------- |
| Columbus Crew SC     | Estados Unidos | 2008-2010  |
| San Jose Earthquakes | Estados Unidos | 2011- Act. |

## Palmarés

### Campeonatos nacionales
| Título             | Club                 | País           | Año  |
| ------------------ | -------------------- | -------------- | ---- |
| Copa MLS           | Columbus Crew SC     | Estados Unidos | 2008 |
| Supporter's Shield | Columbus Crew SC     | Estados Unidos | 2008 |
| Supporter's Shield | Columbus Crew SC     | Estados Unidos | 2009 |
| Supporter's Shield | San Jose Earthquakes | Estados Unidos | 2012 |

## Vida privada
El padre de Lenhart, Gary Lenhart, murió en 2011 y el futbolista se ausentó varios partidos en esa temporada. La hermana de Lenhart, Jennifer, está casada con el mediocampista del FC Dallas, Adam Moffat. Lenhart y Moffat jugaron juntos en Columbus.